# Nyctimus bistriatus
Espèce
Synonymes
- Zametopias speculator Thorell, 1892

Nyctimus bistriatus est une espèce d'araignées aranéomorphes de la famille des Thomisidae.

## Distribution
Cette espèce est endémique d'Indonésie. Elle se rencontre à Sumatra et à Sulawesi.

## Description
Le mâle holotype mesure 3,25 mm.

## Publication originale
- Thorell, 1877 : Studi sui Ragni Malesi e Papuani. I. Ragni di Selebes raccolti nel 1874 dal Dott. O. Beccari. Annali del Museo Civico di Storia Naturale di Genova, vol. 10, p. 341-637  (texte intégral).